# Didier Gaens
Didier Gaens (3 februari 1970) is een Belgisch voormalig voetballer.
Gaens begon zijn professionele carrière bij SK Tongeren in 1986. Hier speelde hij tien seizoenen. In 1996 verhuisde hij naar eersteklasser KRC Genk, waar hij dat seizoen zeven wedstrijden speelde. Een seizoen later ging het naar tweedeklasser KV Turnhout. Hij sloot zijn carrière af bij reeksgenoot CS Visé in 2001.